# 大分青年師範学校
| 大分青年師範学校 （大分青師） | 大分青年師範学校 （大分青師） |
| ----------------------------- | ----------------------------- |
| 創立                          | 1944年                        |
| 所在地                        | 大分県中津市                  |
| 初代校長                      |                               |
| 廃止                          | 1951年                        |
| 後身校                        | 大分大学                      |
| 同窓会                        | 豊友会                        |

大分青年師範学校 （おおいたせいねんしはんがっこう） は、1944年（昭和19年）に設立された青年師範学校である。

## 概要
1923年（大正12年）設立の大分県立実業補習学校教員養成所を起源とする。1944年（昭和19年）に大分県立青年学校教員養成所（1935年（昭和10年）設立）の国への移管により大分青年師範学校となり、第二次世界大戦後の学制改革で新制大分大学学芸学部（現・教育学部）の前身の一つとなった。
同窓会は 「大分大学教育学部同窓会 豊友会」 と称し、旧制（大分青師・大分師範）・新制 （学芸学部・教育学部・教育福祉科学部） 合同の会である。

## 沿革
- 1923年（大正12年）4月 - 大分県立三重農学校（のちの県立三重農業高等学校） に大分県立実業補習学校教員養成所を附設。
  - 大野郡三重町 （現・豊後大野市） に所在。
  - 1年制。入学資格は農学校・中学校・師範学校卒業者および小学校正教員有資格者。
- 1929年（昭和4年）4月 - 2年制となる。
- 1935年（昭和10年）4月 - 大分県立青年学校教員養成所と改称 （2年制）。
- 1936年（昭和11年）4月 - 大野郡大野町字田中（現・豊後大野市大野町田中）の大分県立大野中学校（後の大分県立大野高等学校）跡に移転。
- 1943年（昭和18年）4月 - 女子部を設置。
- 1944年（昭和19年）4月 - 官立（国立）移管され、大分青年師範学校となる （本科3年制）。
- 1947年（昭和22年）[1] - 中津市大字亀甲 （現・加来） の元・神戸製鋼所八面寮に移転。
- 1949年（昭和24年）5月31日 - 新制大分大学の発足に伴い、大分師範学校と共に学芸学部の母体として包括された。
  - 大分青年師範学校校地は学芸学部中津分教場となった。
  - 学芸学部への吸収を嫌い、県立農科大学 （2年制） への昇格運動も起こったが、やがて収められた[2]。
- 1951年（昭和26年）3月31日 - 最後の卒業生を送り出し、大分大学大分青年師範学校が廃止。同時に学芸学部中津分教場も廃止[3]。

## 歴代校長
井上三十四

## 校地の変遷と継承
前身の大分県立青年学校教員養成所から引き継いだ、大野郡大野町字田中の大分県立大野中学校跡（現・豊後大野市大野町田中276-2、大野公民館）で発足した。第二次世界大戦後の 1947年、中津市加来の元神戸製鋼八面寮へ移転した。中津校地は後身の大分大学学芸学部に継承され、中津分教場となった。1951年3月、学芸学部中津分教場は旧制青年師範学校と共に廃止された。

## 関連書籍
- 大分大学五十年史編纂委員会（編） 『大分大学五十年史』 大分大学、2003年3月、17頁-18頁・149頁-153頁。
- 大分県教育百年史編集事務局（編） 『大分県教育百年史 : 第2巻 通史編 (2)』 大分県教育委員会、1976年3月、247頁-248頁・825頁。